# Zelkova sicula
La zelkova siciliana (Zelkova sicula Di Pasquale, Garfi & Quézel, 1992 ) è una specie appartenente alla famiglia delle Ulmaceae, endemica dei Monti Iblei (Sicilia).

## Descrizione

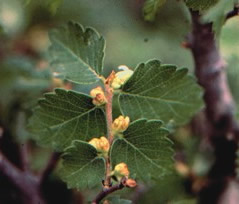
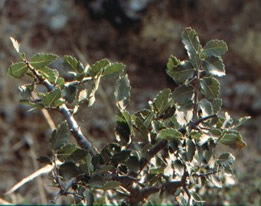

È un arbusto o alberello deciduo, talvolta a portamento cespuglioso, alto fino a circa 5 m. I rami sono di colore bruno-cinerino.
Le foglie sono ovoidali, piccole, scarsamente lobate, coriacee e pelose, simili a quelle di un olmo, si distinguono per il margine grossolanamente seghettato e per la simmetria della lamina (asimmetrica nell'olmo); lunghe 1–5 cm e larghe 0,5-3,5 cm, con picciolo di 1–4 mm;  margini con 6-8 lobi su ciascun lato; rugose su entrambe le superfici per la presenza di corti peli rigidi, più abbondanti lungo le nervature della pagina inferiore.
Il frutto è una noce.

## Distribuzione e habitat
L'unica popolazione esistente di Z. sicula, scoperta nel 1991, è ubicata sul versante settentrionale dei Monti Iblei, nella Sicilia sud-orientale, ed  è formata da 200-250 esemplari nel bosco Pisano, una querceta di circa mezzo ettaro che cresce a 450 m di altitudine, in prossimità di Buccheri, e nella zona di Melilli, entrambe in provincia di Siracusa.

## Conservazione
La Zelkova sicula  è considerata dalla IUCN una specie in pericolo critico di estinzione (Critically Endangered) ed è stata inserita nella lista delle 50 specie botaniche più minacciate dell'area mediterranea.
Esiste un progetto di recupero della popolazione relitta di Zelkova sicula, finanziato dall'Assessorato al Territorio e Ambiente della Regione Siciliana e dal Ministero dell'ambiente e della tutela del territorio e del mare e realizzato dal Dipartimento regionale Foreste demaniali, da Legambiente e dall'Istituto di genetica vegetale del Cnr di Palermo. Il progetto  si inserisce nel contesto di Countdown 2010, la campagna di iniziative lanciata dalla IUCN per contrastare la perdita di biodiversità.
È stata riconosciuta specie protetta con Decreto del Presidente della Regione Siciliana del 27 maggio 2013.